# Yermoia
Yermoia är ett släkte av fjärilar. Yermoia ingår i familjen mätare.
Kladogram enligt Catalogue of Life:
| Yermoia | \| \| Yermoia glaucina \| \| \| \| \| \| Yermoia perplexata \| \| \| \| |
|         | \| \| Yermoia glaucina \| \| \| \| \| \| Yermoia perplexata \| \| \| \| |
|         | Yermoia glaucina                                                        |
|         |                                                                         |
|         | Yermoia perplexata                                                      |
|         |                                                                         |